# شكرك (إرم)
شكرك (بالفارسية: شکرک) هي قرية تقع في إيران في قسم إرم الريفي. يقدر عدد سكانها بـ 215 نسمة بحسب إحصاء 2016.